# 유야 (이집트)
유야 (때로는 이우이야 또는 유아, 또한 야, 야, 이야, 야이, 유, 유유, 야야, 이야이, 이야, 그리고 유이로도 알려짐)는 이집트 제18왕조 (기원전 c. 1390년) 시기에 막강한 권력을 지닌 고대 이집트 궁정 인물이었다. 그는 왕실과 연관된 이집트 귀족 여성 투야와 결혼했으며, 투야는 정부와 종교 계층에서 높은 직위를 가졌다. 그들의 딸인 티이는 아멘호테프 3세의 대왕비가 되었다. 유야와 투야는 "하 이집트의 재상", "아문 2대 신관", "헬리오폴리스 (이집트)의 스엠 사제", "신성한 아버지"라는 칭호를 가진 아넨이라는 아들이 있었던 것으로 알려져 있다.
그들은 또한 아크나톤의 재위 기간 동안 활동했으며, 결국 케페르케프루레 아이라는 이름으로 파라오가 된 이집트 궁정 인물 아이의 부모였을 수도 있다. 유야와 아이 모두 아크밈 출신인 것은 확실하지만, 그들의 혈족 관계에 대한 결정적인 증거는 없다.
투탕카멘의 무덤이 발견되기 전까지 유야와 투야의 무덤은 유야가 파라오가 아니었음에도 불구하고 왕가의 계곡에서 발견된 무덤 중 가장 장엄한 것 중 하나였다. 이 매장지는 고대에 도굴되어 보석함의 모든 보석이 도굴꾼들에게 도난당했지만, 도굴꾼들이 가치 없다고 여겨 약탈하지 않은 많은 물건들이 남아 있었다. 두 미라는 대부분 온전한 상태였고 놀라울 정도로 보존 상태가 좋았다. 특히 그들의 얼굴은 미라화 과정에 의해 비교적 변형되지 않아, 고인의 생전 실제 모습을 엿볼 수 있는 특별한 통찰력을 제공한다 (사진 참조).

## 기원

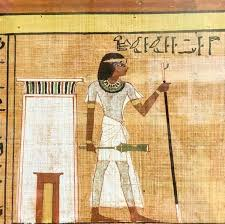
사자의 서 사본에 묘사된 유야

유야는 상이집트의 도시 아크밈 출신으로, 그곳에서 아마도 재산을 소유하고 있었고 도시의 부유한 지역 귀족 중 한 명이었다. 그의 기원은 불분명하다. 유야의 미라에 대한 해부학자 그라프턴 엘리엇 스미스의 연구에서 그는 유야의 특징이 고전적인 이집트인은 아니지만, 이집트 역사 전반에 걸쳐 이웃 국가들로부터 많은 이주가 있었으며 "유아의 국적에 대한 최종적인 의견을 제시하는 것은 경솔할 것"이라고 언급했다. 퀴벨 또한 유야가 외국인이라는 "오래된 제안"을 언급하며, 이에 대한 유일한 증거는 그의 이름의 다양한 표기법뿐이라고 지적했다. 무덤에서 발견된 가구에서도 외국 기원의 흔적은 전혀 발견되지 않았고, 모두 전형적인 이집트 양식이었다.
그의 특이한 이름과 특징을 고려할 때, 일부 이집트학자들은 유야가 외국 (대개 시리아) 출신이라고 믿지만, 이는 확실하지 않다. 유야의 이름은 여러 가지 방식으로 철자될 수 있는데, 가스통 마스페로가 시어도어 데이비스의 1907년 저서 《이우이야와 투이유의 무덤》에서 언급했듯이, 여기에는 "iAy", "ywiA", yw [걷는 발을 가진 갈대 잎] A, ywiw" 그리고 – 보통 외국어의 특징인 – "y [손으로 입을 가린 남자] iA"와 같은 표기법이 포함된다.
《고대 이집트 인명 사전》은 외국 기원 가설에 신뢰를 더한다: "그는 미탄니 혈통을 가졌을 가능성이 있는데, 말과 전차술에 대한 지식이 북부 지역에서 이집트로 유입되었으며 유야가 왕의 '마스터 오브 더 호스'였기 때문이다." 또한 유야가 아멘호테프 3세 파라오의 어머니였고 미탄니 왕족 혈통일 수도 있는 무템위야 여왕의 형제였을 가능성도 논의한다. 그러나 무템위야의 배경에 대해 알려진 바가 없으므로 이 가설은 입증될 수 없다. 유야는 주로 이집트 원주민이 살던 상이집트에 살았지만, 아시아계 이민자나 노예의 동화된 후손으로 아크민 지역 귀족이 되었을 수도 있다. 반면에, 그가 외국인이 아니었다면 유야는 자신의 딸이 아멘호테프 3세와 결혼한 이집트 원주민이었을 것이다. 유야는 기원전 1374년경 50대 중반에 사망한 것으로 추정된다.

## 경력

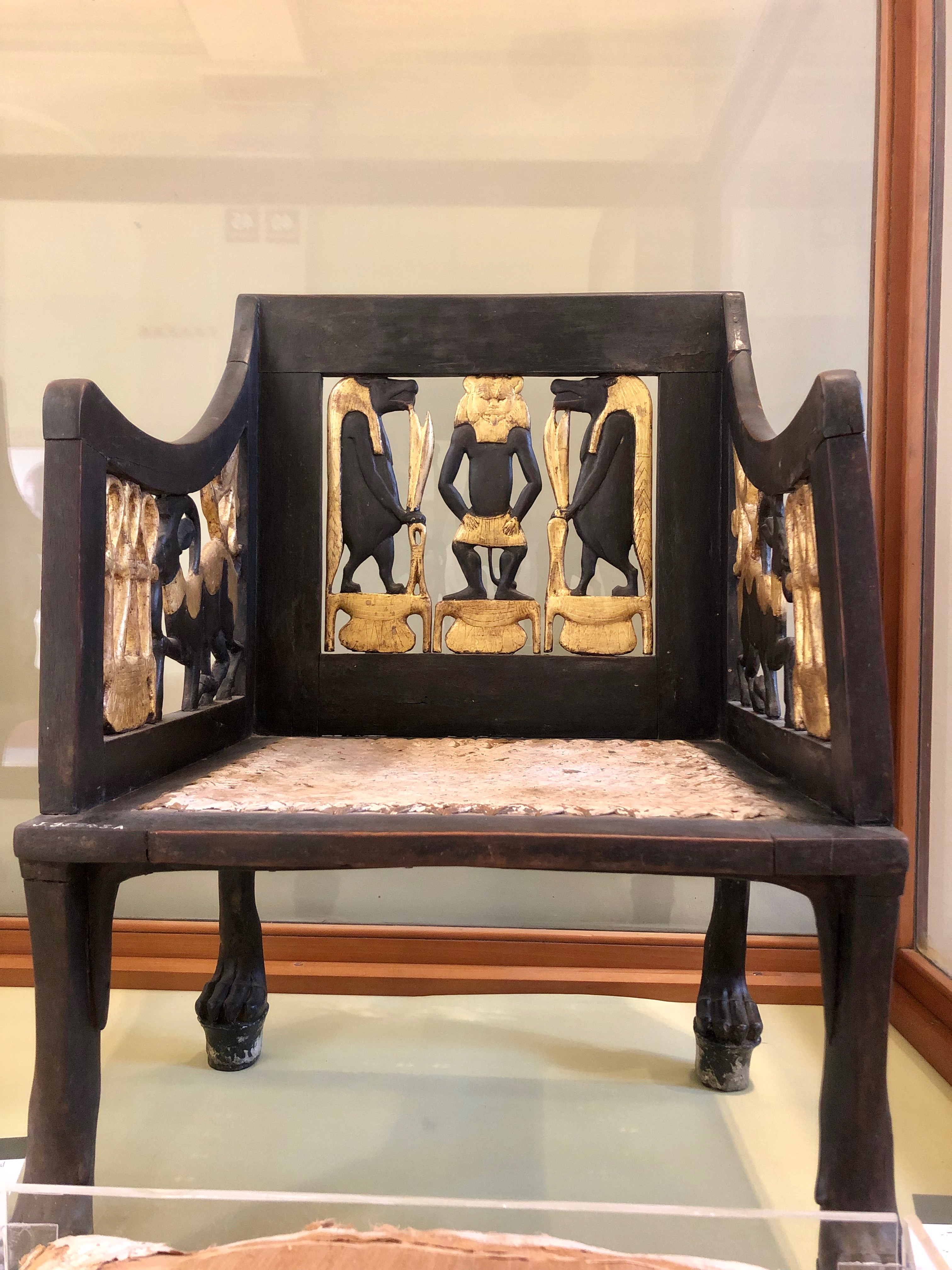
유야와 투야의 무덤에서 발견된 금도금 '아이벡스' 의자

유야는 아멘호테프 3세의 주요 조언자로 활동했으며, "왕의 대리인"과 "마스터 오브 더 호스" 같은 직책을 역임했다. 그의 칭호인 "신의 아버지"는 아마도 아멘호테프의 장인이었음을 특별히 언급하는 것일 수도 있다. 그의 고향인 아크밈에서 유야는 이 지역의 주요 신인 민의 예언자였으며, 이 신의 "가축 관리관"으로 봉사했다.

## 무덤

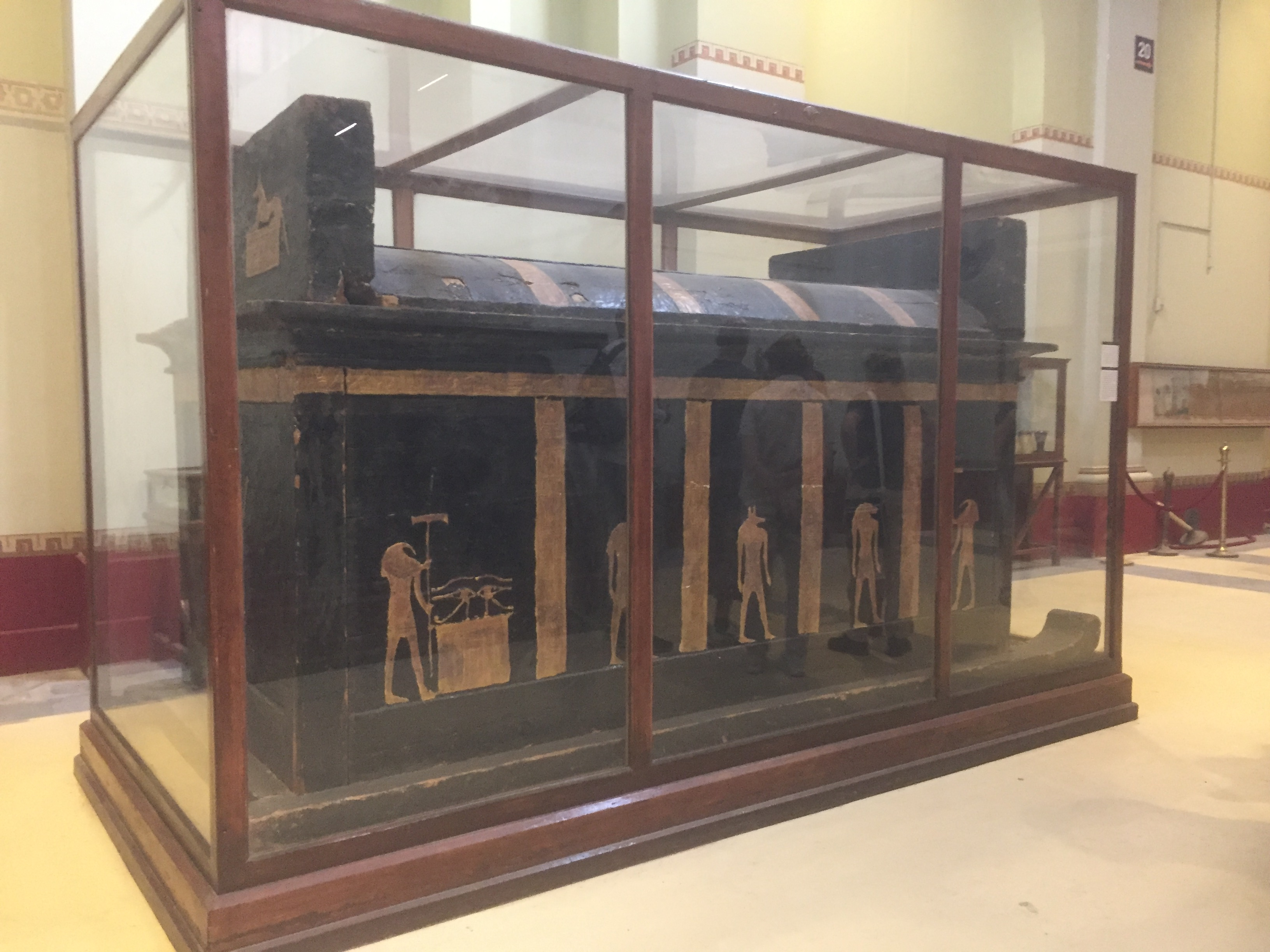
이집트 박물관에 있는 유야의 사르코파구스.

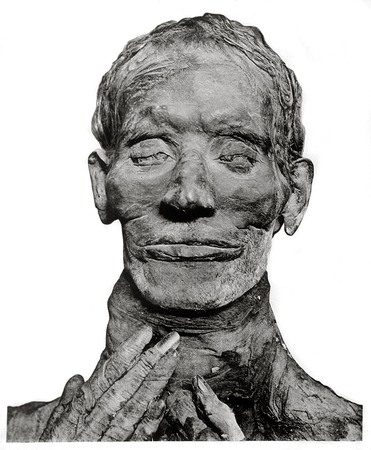
유야의 미라

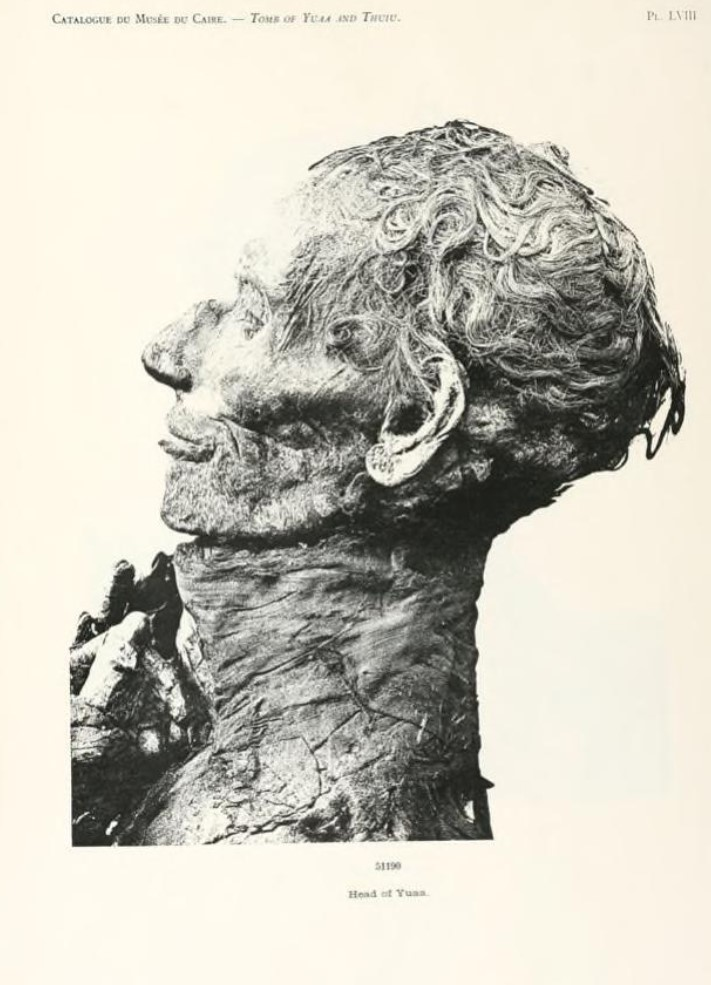
"이것은 아마도 고대 이집트 미라 제작 기술의 정점에 달했던 시기의 가장 완벽한 예일 것이다."

유야와 그의 아내는 테베 (이집트)에 있는 왕가의 계곡에 묻혔는데, 그들의 개인 무덤(현재 KV46으로 번호가 매겨짐)은 1905년 시어도어 M. 데이비스를 대신해 작업하던 제임스 퀴벨에 의해 발견되었다. 무덤은 도굴꾼들에 의해 침입되었지만, 퀴벨이 대부분의 장례용품과 두 미라를 거의 온전하게 발견했으므로 그들이 방해를 받았을 수도 있다. 이집트학자 시릴 알드레드가 언급했듯이:
무덤이 고대에 도굴되었음에도 불구하고, [무덤의] 호화로운 장례 가구는 대부분 온전했으며, 찢어진 아마포 포장 속에서 관 속에 안치된 두 사람의 신원을 의심할 여지가 없었다.
이 무덤과 그 안에 포함된 매장물은 투탕카멘의 무덤이 발견되기 전까지 왕가의 계곡에서 발견된 가장 완전한 것이었다.
유야는 북쪽 벽에 놓인 직사각형 목재 사르코파구스 안에 안치되었다. 그 뚜껑은 하이집트의 아치형 페르-누 신전처럼 생겼다. 썰매 주자 위에 놓인 것처럼 보이지만, 바닥이 없어 세 개의 겹쳐진 금도금 (및 은도금) 인체형 관이 바닥에 평평하게 놓여 있었다. 사르코파구스의 긴 남쪽 면은 고대 도굴꾼들에 의해 부서졌고, 그들은 또한 짧은 동쪽 면을 옮기고 뚜껑을 비스듬히 놓아 위태롭게 균형을 잡았다. 겹쳐진 관 각각의 뚜껑은 제거되었고, 두 개는 의자에 기대어 놓였으며, 하나는 사르코파구스 옆에 비스듬히 놓여 있었다. 관의 몸체는 제자리에 남아 있었다. 그의 금도금 카르토나주 마스크는 부서졌지만 여전히 제자리에 있었다.

### 미라
유야의 미라는 고대 도굴꾼들에 의해 부분적으로만 포장이 풀린 채 발견되었는데, 몸통만 포장이 벗겨져 있었다. 이러한 혼란에도 불구하고 도둑들은 방부 처리 절개 부위를 덮고 있던 금판(113 by 42 밀리미터 (4.4 in × 1.7 in))을 놓쳤다. 유야의 시신이 가장 안쪽 관에서 제거되었을 때, 크고 금과 청금석 구슬로 이루어진 부분적으로 꿰매어진 목걸이가 그의 목 뒤에서 발견되었는데, 아마도 약탈자들이 끊은 후 떨어진 것으로 추정된다. 그의 머리를 덮고 있던 온전한 포장재는 시신이 카이로로 운반되기 전에 제거되었다.
유야의 미라는 호주 해부학자 그라프턴 엘리엇 스미스에 의해 처음 검사되었다. 그는 유야의 시신이 1.651 미터 (5.42 ft) 키의 노인이며, 방부 처리 과정으로 인해 변색된 흰색 곱슬머리를 가지고 있었다. 그의 눈썹과 속눈썹은 짙은 갈색이었다. 그의 귀는 뚫리지 않았다. 팔은 구부러져 손이 턱 아래에 놓여 있었다. 왼손은 주먹을 쥐고 있었고, 오른손 손가락은 펴져 있었다. 오른손 새끼손가락에 금색 손가락 장식이 발견되었다. 눈 앞에 아마포 방부 처리 팩이 놓여 있었고, 몸통 안은 수지 처리된 아마포 팩으로 채워져 있었다. 스미스는 외모만으로 그의 사망 연령을 60세로 추정했다. 현대 컴퓨터단층촬영은 관절 퇴행 및 치아 마모 정도를 바탕으로 그의 사망 연령을 50-60세로 추정했다. 스캐닝은 또한 두개골 내부에 두 가지 다른 수준의 수지가 있음을 보여주었다. 생생한 모습을 연출하기 위해 입 안과 목 피부 아래에 충전재가 삽입되었다. 그의 사망 원인은 밝혀지지 않았다. 마스페로는 사르코파구스의 위치로 보아 유야가 먼저 사망하여 무덤에 안치되었을 것이라고 판단했다. 그러나 그의 장례 마스크에 나타난 큰 눈과 작은 코, 입은 아멘호테프 3세 재위 마지막 10년 동안 제작되었음을 시사하며, 이는 그가 투야보다 오래 살았을 수도 있음을 의미한다. 그의 미라는 재고 번호 CG 51190을 가지고 있다.